# Jean XVII d'Alexandrie
Jean XVII d'Alexandrie (mort le 20 avril 1745) est le 105e patriarche copte d'Alexandrie.

## Biographie
Le futur patriarche nait sous le nom d'Abdel Sayed dans une famille de chrétiens pieux de la cité de Mallawi, en Haute-Égypte. A l'âge de 25 ans il quitte le monde et se retire au Monastère Saint-Antoine où il devient moine Il se rend ensuite 
après sa rénovation au monastère de Saint-Paul. Comme il était analphabète il apprend à lire et à écrire. Il s'exerce dans le culte et s'instruit, puis il étudia à fond les livres saints. 
Lorsque le Pape Pierre VI meurt; les pères, évêques et prêtres ainsi que les chefs laïcs de la communauté le désignent pour occuper le siège patriarcal.  Il est ordonné  Patriarche dans l'église du Monastère Saint-Mercure Abu Saifain, dans le Vieux-Caire, un dimanche, le 6e de Tubah, 1443 A.M. (27 janvier 1727 A.D.). 
Quand  Anba Khristozolo III, 12e Métropolitain de l'Église orthodoxe éthiopienne meurt une délégation de chefs de cette nation se rend auprès de lui dans la 17e année de son pontificat en 1460 A.M. (1744 AD.), et lui demande de leur désigner un nouvel Abouna. Il ordonne alors le moine Jean (Youhanna), l'un des pretres du Monastère du Anba Antonios, qui prend le nom de Youannis XIV .
Le Pape vécut jusqu'à un grand âge en guidant et prenant soin de ses fidèles. Lorsqu'il eut accompli son œuvre, il tomba malade et mourut le dimanche pascal, le 13e de Baramoudah de l'an  1461 A.M. (20 avril 1745 A.D.). Il avait occupé son siège pendant 18 années, 3 mois, et 8 jours, et il est inhumé dans le tombeaux des Patriarches de l'église du Monastère Saint-Mercure Abu-Saifain dans le Vieux-Caire. Il fut le contemporain des Sultans Ottomans Ahmed III et Mahmoud Ier. Le Siège demeura vacant un mois et 10 jours après son décès